# Милка (резерват)
Милка е резерват в България, част от природен парк Персина.
Резерватът се намира на едноименния остров в река Дунав на територията на община Белене. Островът е изцяло покрит със заливни гори. Обявен е за резерват през 1948 г. с цел опазване на първични гори, предимно от бял бряст, представляващи местообитание на защитени видове птици. На територията му са забранени всякакви дейности с изключение на такива, извършвани с научна или учебна цел. Резерват Милка е важно местообитание на морския орел. Двойка от този вид гнезди на острова от около 1992 г. Двойката има и малки.